# Aphonopelma sclerothrix
Aphonopelma sclerothrix é uma espécie de aranha pertencente à família Theraphosidae (tarântulas).